# 2009年11月英國

## 11月30日
- 蘇格蘭政府就憲制改革發表白皮書，為來年擬定的蘇格蘭獨立公投鋪路，該黨聲稱獨立才能讓蘇格蘭發揮其經濟潛能。不過，蘇格蘭工黨、保守黨和自由民主黨已先後表態在當前召開獨立公投。BBC （页面存档备份，存于）
- 國防大臣艾思和表示，國防部已經向駐阿富汗英軍增撥軍備，足夠讓多500名英軍派駐當地。BBC （页面存档备份，存于）

## 11月29日
- 英聯邦內多個成員國領袖齊集千里達和多巴哥召開峰會，商討氣候變化等議題，峰會由英女皇伊利沙伯二世主持揭幕。BBC （页面存档备份，存于）
- 工黨呼籲蘇格蘭民族黨放下爭取蘇格蘭獨立的訴求，專注挽救經濟衰退。BBC （页面存档备份，存于）

## 11月28日
- 政府計劃有意在英格蘭和威爾斯籌建一所皇家社會工作學院，加強培訓社工，應付近年多宗虐兒個案。BBC （页面存档备份，存于）
- 英揆白高敦表示，國際社會會為阿富汗總統制定目標，加強培訓武裝部隊和打擊貪污。BBC （页面存档备份，存于）

## 11月27日
- 英揆白高敦就杜拜金融危機發言，表示當地面臨問題屬地區層面，並在可控制的範圍之內，呼籲英國投資者無需過份恐荒。泰晤士報[]
- 在2003年擔任英國駐聯合國大使的傑瑞米·格林斯托克爵士（Sir Jeremy Greenstock）出席伊拉克聆訊，他表示美英出兵當地並無違法，但認受性卻受到相當質疑。BBC （页面存档备份，存于）
- 曾任國防大臣及蘇格蘭大臣的工黨下院議員彭德宣佈在明年大選不尋求連任。BBC （页面存档备份，存于）

## 11月26日
- 政府委託大衛·沃克爵士擔任主席的獨立調查委員會發表報告，建議銀行日後要強制公佈每年賺取超過100萬英鎊的僱員名單，政府表示會採納報告書的建議。BBC （页面存档备份，存于）
- 政府的獨立調查委員會發表報告，建議調高上議院議員薪酬，但同時收緊申領津貼準則。BBC （页面存档备份，存于）
- 接近政府消息透露，工黨有意一旦在明年大選勝出，會計劃將倫敦和東南英格蘭工作的132,000名公務員和90,000名半官方機構員工搬遷到其他地方辦公，以減輕高昂的營運開支，騰出市區土地，和振興周邊地區經濟。BBC （页面存档备份，存于）

## 11月25日
- 英國最高法院裁定，公平貿易廳無權調查銀行就未經授權透支向客戶收費是否合理。裁判意味公署不能代表客戶向銀行討回收費。泰晤士報[]、BBC （页面存档备份，存于）
- 國家統計廳最新數字顯示，英國7月至9月的季度經濟倒退百分之0.3，比原先預期的百分之0.4少。BBC （页面存档备份，存于）

## 11月24日
- 英國出兵伊拉克的獨立聆訊展開首日，有外交部官員透露英、美政府最早於2001年已開始討論出兵。泰晤士報[]
- 倫敦南部一名四歲男童被利刀刺斃，男童父親涉嫌謀殺，被警方帶署調查。BBC （页面存档备份，存于）

## 11月23日
- 雖然英國經濟有輕微復甦跡象，但有調查發現一半僱主計劃在來年凍薪。BBC （页面存档备份，存于）
- 英揆白高敦伉儷邀請前首相戴卓爾夫人到訪唐寧街10號，為她的一幅肖像畫主持揭幕。泰晤士報[]、BBC （页面存档备份，存于）

## 11月22日
- 受連日暴風雨及洪水吹襲，坎布里亞郡先後有六條橋樑倒塌，當局現正對區內約1,800條橋樑展開緊急檢查。坎布里亞郡現時天氣仍不穩定，警方呼籲居民盡可能都不宜作長途旅程。BBC （页面存档备份，存于）
- 保守黨黨魁接受BBC專訪，表示保守黨一旦上台執政，會設法在50日內發表「緊急預算」，確保財政赤字處於可控制水平。BBC （页面存档备份，存于）

## 11月21日
- 英揆白高敦到訪坎布里亞郡災區，探望受水災影響的災民。泰晤士報[]、BBC （页面存档备份，存于）
- 聖公會坎特伯雷大主教羅恩·威廉斯博士到訪羅馬，與教宗本篤十六世展開上任以來首次會談。泰晤士報[]、BBC （页面存档备份，存于）

## 11月20日
- 比利時首相范龍佩當選新任歐洲理事會主席，前英揆貝理雅落空，但前樞密院議長艾嘉蓮女男爵則意外當選外交和安全政策高級代表。BBC （页面存档备份，存于）、BBC （页面存档备份，存于）
- 英格蘭坎布里亞郡連場大雨，多處地方水浸，一條橋樑被洪水沖毀，沖走橋上一名正在疏散居民的警員，其遺體其後被尋回。BBC （页面存档备份，存于）、泰晤士報[]

## 11月19日
- 蘇格蘭議會披露，全院129名蘇格蘭議會議員在2008年至2009年度的津貼申報開支為10,956,204英鎊，比2007年至2008年度的10,079,617英鎊上升百分之8以上。BBC （页面存档备份，存于）
- 氣象部門預測英國各地在未來數日都會有強風暴雨，環境局至今在英格蘭及威爾斯地區發出31處水浸警報，另在62處地方發出輕度水浸預警，現時預計強風暴雨會首先吹襲英格蘭坎布里亞郡，當地民眾正作防災準備。泰晤士報[]

## 11月18日
- 英女皇在上議院主持國會開幕大典及發表女皇致辭，本年演辭內容以經濟等議題為主。反對黨批評，工黨政府未來計劃引入15項草案，但上院會期只剩33天，質疑工黨只為明年大選造勢。泰晤士報[]、BBC （页面存档备份，存于）
- 有團體發表報告，建議威爾斯國民議會應獲賦予更大權力，在涉及權力下放方面的事務可全權立法。BBC （页面存档备份，存于）

## 11月17日
- 外相文禮彬向北約發言，表示現時在阿富汗的軍事行動並非「一場沒有盡頭的戰爭」，但北約在當地仍有不可或缺的地位。文禮彬又補充，英國已經準備好，在情況許可下派駐更多英軍到當地。BBC （页面存档备份，存于）
- 自由民主黨建議政府向銀行開徵百分之10的利得稅，以報答政府動用納稅人公帑助銀行解困，該黨建議稅項在未來數年徵收，直至銀行改革完結為止。BBC （页面存档备份，存于）

## 11月16日
- 自由民主黨呼籲國會開幕大典中廢除御座致辭環節，認為儀式「浪費所有人的時間」。御座致辭歷史由久，近代講辭多數是由政府撰寫的施政綱領，在國會開幕時由英女皇於上院宣讀，兩院議員恭聽。BBC （页面存档备份，存于）
- 消息指，英揆白高敦認為恐怖組織阿爾蓋達仍然是英國最大的敵人。泰晤士報[]

## 11月15日
- 伯明翰市議會在市內舉辦的一場免費戶外流行音樂會發生人踩人事件，60多人數傷，其中四人需要留醫。泰晤士報[]
- 消息指，英揆白高敦計劃發表聲明，就政府在20世紀初至1970年大規模發配兒童到澳洲及加拿大等殖民地和自治領一事，作正式道歉。BBC （页面存档备份，存于）

## 11月14日
- 極右政黨英國國家黨為免被定性為非法政黨，計劃準備修改黨章，容許白人以外的其他種族入會。BBC （页面存档备份，存于）
- 在貝理雅任相期間，曾擔任工黨籍貿工大臣的布偉思，宣佈不尋求2010年下院大選中連任國會議員，結束30年從政生涯。BBC （页面存档备份，存于）

## 11月13日
- BBC為回應作為公營機構卻一直欠透明的批評，首次向外公開高層行政人員薪酬，其中，107名最高層決策人員每年合共賺取達2,200萬英鎊，37名高層薪酬薪金更比首相還要高，有關數據引來輿論不滿。BBC （页面存档备份，存于）
- 下院格拉斯哥選區補選點票結束，工黨候選人獲12,231票高票當選，得票比第二高票的蘇格蘭民族黨候選人多出8,111票，至於保守黨候選人排第三，自由民主黨候選人只排第六。今次補選投票率只有32.97%，是有紀錄以來投票率最低的補選，蘇格蘭大臣麥偉俊選後評論選舉結果「選民支持白高敦政府」。BBC （页面存档备份，存于）

## 11月12日
- 英揆白高敦接受訪問，同意進一步收緊非歐盟成員國移民到英國的條件，建議包括削減適合申請移民的職位，以及打擊不法者利用學生簽證非法居留和工作。BBC （页面存档备份，存于）
- 下議院格拉斯哥東北選區召開補選，有13名候選人參選，競逐前工黨籍下院議長邁克爾·馬丁6月辭職後遺下的空缺。BBC （页面存档备份，存于）、BBC （页面存档备份，存于）

## 11月11日
- 英女皇伊利沙伯二世伉儷到西敏寺出席國殤紀念日儀式，悼念第一次世界大戰陣亡英靈，全國各地及駐守阿富汗的英軍都有參與各類紀念活動。上年有份參與紀念的僅存三名本土退伍一戰英兵，今年已先後作古。泰晤士報[]、BBC （页面存档备份，存于）
- 商務大臣文德森勳爵點名批評《太陽報》，抨擊該報將英政府描繪成駐阿富汗英軍的敵人，而且選擇性不報導英軍在當地的貢獻。BBC （页面存档备份，存于）

## 11月10日
- 英揆白高敦在記者會上談及在慰問信中寫錯殉職軍人姓名一事，他強調已經親自向死者母親致歉，並謂自己「感同身受」。BBC （页面存档备份，存于）
- 白高敦在記者會上又為外相文禮彬辟謠，澄清他不會轉到歐盟擔當任何職務。BBC （页面存档备份，存于）

## 11月9日
- 英揆白高敦一封寄給陣亡軍人親屬的慰問信，被發現串錯殉職軍人姓名，白高敦事後親自致電其家屬致歉。家屬就指信件是一大羞辱。BBC （页面存档备份，存于）
- 英揆白高敦抵達德國出席推倒柏林圍牆20周年紀念活動。BBC （页面存档备份，存于）

## 11月8日
- 數千人齊集白廳和平紀念碑出席國殤紀念星期日，悼念歷來陣亡兵員，由英女皇伊利沙伯二世率民眾獻花，全場默哀兩分鐘。BBC （页面存档备份，存于）
- 國防部證實，一名駐阿富汗英軍昨日在赫爾曼德省中伏身亡，令英軍自出兵當地以來的累積死亡人數增至200人。泰晤士報[]

## 11月7日
- 最新一期歐洲百萬彩於星期五在九國開彩，其中英國有兩注中頭獎，每注派大約4,500萬英鎊，是英國史上最高派彩。BBC （页面存档备份，存于）
- 三名前軍方高層在上院辯論中批評英揆白高敦對駐伊拉克及阿富汗英軍的承擔及支援不足，另外兩名軍方高層在內部通訊中表示提早撤軍並不可能。泰晤士報 （页面存档备份，存于）、BBC （页面存档备份，存于）

## 11月6日
- G20國家財長在蘇格蘭聖安德魯斯召開會議，商討方法振興環球經濟。BBC （页面存档备份，存于）
- 英國航空公佈中期業績，4月至9月錄得稅前虧損合共2.92億英鎊，是公司自1987年私有化以來錄得最嚴重的中期虧蝕。泰晤士報[]

## 11月5日
- 英倫銀行決定再向經濟體系注資250億英鎊，同時通過連續第八個月將利率維持在百份之0.5。BBC （页面存档备份，存于）
- 消息指出皇家郵政勞資雙方達成協議，勞方將取消原定於本星期五及下星期一舉行的第三輪全國罷工，皇家郵政拒絕評論事件。皇家郵政勞方近期發動兩輪罷工，導致介乎3,500萬至6,000萬份郵件未能如常投遞，由於第三輪罷工計劃全國同時進行，一旦落實，影響將比上兩次分階段全國性罷工更大。

## 11月4日
- 五名英軍在阿富汗一個訓練基地內被身穿阿富汗警察制服的男子用機關槍射殺，另有六人受傷，其中數人情況嚴重。英揆白高敦在下議院證實襲擊由塔利班策動。泰晤士報 （页面存档备份，存于）、BBC （页面存档备份，存于）
- 由克里斯托夫·凱利爵士（Sir Christopher Kelly）統籌的下院議員津貼改革報告，部份內容被傳媒率先披露，當中，報告建議日後議員在倫敦只可租住只有一個睡房的單位，而且月租不得高於1,250英鎊，此外，報告又建議議員從樓宇買賣市場賺取的利益要交還政府，而議員自己要承擔樓價下跌的損失。泰晤士報[]

## 11月3日
- 繼捷克憲法法院裁定《里斯本條約》符合該國憲法後，保守黨黨魁甘民樂會在本周稍後時間表明立場，但他承認條約距離正式確認生效的階段不遠。有輿論則要他要兌現2007年時的承諾，即使保守黨有機會上台執政時，條約已經生效，政府仍要就條約召開公投。BBC （页面存档备份，存于）
- 倫敦當局參照日本做法，在向來交通繁忙的牛津圓環路口採用對角式行人過路線，舒緩擠塞情況，這是倫敦首條採用對角行人過路線的路口。泰晤士報[]

## 11月2日
- 皇位第二繼承人威廉王子明年1月將首次代表英女皇展開官式訪問，前往紐西蘭奧克蘭及威靈頓。BBC （页面存档备份，存于）
- 倫敦塔兩名皇家守衛涉嫌性騷擾一名女同僚，現正停職接受內部調查，涉案的女皇家守衛在2007年入職，是倫敦塔建立近千年以來首位女皇家守衛。BBC （页面存档备份，存于）、泰晤士報[]

## 11月1日
- 前倫敦警察廳廳長伊恩·布萊爾爵士（Sir Ian Blair）出席BBC清談節目，他認為自己在去年被迫提早退休，是因為倫敦市長鮑里斯·約翰遜要彰顯自己的權力。BBC （页面存档备份，存于）
- 下議院領袖夏雅雯接受BBC訪問時，反對禁止議員聘用妻子或親戚任助理的建議。BBC （页面存档备份，存于）

| 依月份排列新聞動態 |
| \| - 2014年英國：1月 - 2月 - 3月 - 4月 - 5月 - 6月 - 7月 - 8月 - 9月 - 10月 - 11月 - 12月 - 2013年英國：1月 - 2月 - 3月 - 4月 - 5月 - 6月 - 7月 - 8月 - 9月 - 10月 - 11月 - 12月 - 2012年英國：1月 - 2月 - 3月 - 4月 - 5月 - 6月 - 7月 - 8月 - 9月 - 10月 - 11月 - 12月 - 2011年英國：1月 - 2月 - 3月 - 4月 - 5月 - 6月 - 7月 - 8月 - 9月 - 10月 - 11月 - 12月 - 2010年英國：1月 - 2月 - 3月 - 4月 - 5月 - 6月 - 7月 - 8月 - 9月 - 10月 - 11月 - 12月 - 2009年英國：1月 - 2月 - 3月 - 4月 - 5月 - 6月 - 7月 - 8月 - 9月 - 10月 - 11月 - 12月 - 2008年英國：1月 - 2月 - 3月 - 4月 - 5月 - 6月 - 7月 - 8月 - 9月 - 10月 - 11月 - 12月 檢閱 \| |
| - 2014年英國：1月 - 2月 - 3月 - 4月 - 5月 - 6月 - 7月 - 8月 - 9月 - 10月 - 11月 - 12月 - 2013年英國：1月 - 2月 - 3月 - 4月 - 5月 - 6月 - 7月 - 8月 - 9月 - 10月 - 11月 - 12月 - 2012年英國：1月 - 2月 - 3月 - 4月 - 5月 - 6月 - 7月 - 8月 - 9月 - 10月 - 11月 - 12月 - 2011年英國：1月 - 2月 - 3月 - 4月 - 5月 - 6月 - 7月 - 8月 - 9月 - 10月 - 11月 - 12月 - 2010年英國：1月 - 2月 - 3月 - 4月 - 5月 - 6月 - 7月 - 8月 - 9月 - 10月 - 11月 - 12月 - 2009年英國：1月 - 2月 - 3月 - 4月 - 5月 - 6月 - 7月 - 8月 - 9月 - 10月 - 11月 - 12月 - 2008年英國：1月 - 2月 - 3月 - 4月 - 5月 - 6月 - 7月 - 8月 - 9月 - 10月 - 11月 - 12月 檢閱       |